# Mikael Ståhl
Henry Mikael Ståhl, född 23 november 1955, är en svensk fastighetsföretagare.
Mikael Ståhl är son till Henry och Ella Margaretha Ståhl. Han var ägare till Henry Ståhl Fastigheter, tills det såldes 2014 till norskägda AB Heimstaden. Han äger Stadstornet Invest och är delägare i Fastighetsbolaget Kretia.
Mikael Ståhl har sedan 1982 byggt upp en konstsamling med samtida svensk och internationell konst. Han öppnade i oktober 2020 konsthallen Ståhl Collection i tidigare Nyborgs Yllefabrik i Norrköping, vilken visar konstverk ur denna samling.